# إثميا كوبية
إثميا كوبية (الاسم العلمي: Ethmia cubensis) هي نوع من الحشرات تتبع جنس الإثميا من فصيلة الألاشستيات.